# Ломазов
Ломазов (укр. Ломазів) — село на Украине, находится в Могилёв-Подольском районе Винницкой области.
Население по переписи 2001 года составляет 301 человек. Почтовый индекс — 24013. Телефонный код — 4337.
Занимает площадь 0,46 км².

## Религия
В селе действует храм святого Димитрия Углицкого Могилёв-Подольского благочиния Могилёв-Подольской епархии Украинской православной церкви.

## Адрес местного совета
24011, Винницкая область, Могилёв-Подольский р-н, с. Кукавка, ул. Ленина, 40